# Агнеса Меранська
Агнеса-Марія Меранська (фр. Agnes de Meranie; (1172 , Андекс, Баварський округ  — 20 липня 1201 , Poissy Castled, Метрополія Франції ) — королева Франції (1196—1200), дружина Філіпа II Августа, короля Франції з династії Капетингів. Дочка герцога Бертольда IV Меранського та Агнеси Веттинської, сестра Ядвіги Сілезької та Гертруди Угорської.

## Життєпис
Агнеса Меранська народилася поблизу Андекс близько 1175 року.
Після смерті Ізабелли де Ено король Філіп II Август знову одружився 14 серпня 1193 року з Інгеборгою Данською, але покинув її після першої шлюбної ночі та змусив анулювати шлюб на асамблеї єпископів 5 листопада 1193 року. Історики припускають, що на час укладення шлюбу Філіп II вже не потребував союзу з Данією.
13 березня 1195 року папа Целестин III оголосив рішення асамблеї незаконним, однак, незважаючи на це, Філіп II одружився 1 червня 1196 року з Агнесою Меранською.
Папа Целестин III помер 8 січня 1198 року, так і не зумівши змусити короля підкоритися своїй волі. Його наступник, папа Інокентій III, також підтримував претензії Інгеборги, котра наполягала, що саме вона законна дружина короля Франції, і по причині кровного споріднення між Філіпом та Агнесою (прадід Філіпа, Енгельберт II Істрійський і прапрабаба Агнеси, Рішардіс, були братом і сестрою). Після безрезультатних переговорів Інокентій III наклав 13 січня 1200 року на Францію інтердикт.
Філіп II зробивши вигляд, що підкорився бажанням папи, повернув Інгеборгу до королівського двору. 7 вересня 1200 на асамблеї єпископів в замку Святого Легер в Нелі Філіп повідомив, що інтердикт знятий. Потім він ув'язнив Інгеборгу в замок Дурдан і повернув Агнесу. У березні 1201 церковний собор в Суассоні зажадав від Філіпа Августа дотримання шлюбу з Інгеборг.
Агнеса Меранська померла 20 липня 1201, при пологах третього сина Жана-Трістана, який помер незабаром після свого народження. Дочка і син короля від Агнеси — Філіп і Марія були узаконені папою на прохання французького короля 2 листопада 1201 року.
Агнеса була похована в королівському абатстві Святого Корентіна, в п'ятнадцяти кілометрах на південь від Нанта. Її кончина заподіяла королю величезний біль, так як він дуже її кохав.

## Родина
Чоловік — Філіп II Август (1165—1223), король Франції, син короля Людовика VII Молодого і Адель Шампанської.
Діти:
- Марія (бл. 1198 —1224) — чоловіки: з 1206 року Філіп I (1175—1212) граф Намюра; з 1213 року Генріх I (бл. 1165—1235) герцог Брабанту;
- Філіп Юрпель (1201—1234) — граф де Клермон-ан-Бовезі та граф Булоні; дружина: (з 1216) Матильда де Даммартен (бл. 1202—1259).
- Жан-Трістан (бл. 1201—1201);